# Estación Cabaña Cisne
Cabaña Cisne es una estación ferroviaria ubicada en las áreas rurales del departamento Castellanos, Provincia de Santa Fe, Argentina. Se Encuentra a 10 km al sur de la ciudad de Sunchales.

## Servicios
Fue inaugurada en 1912 por el Ferrocarril Central Norte Argentino. En 1948 se transfirió al Ferrocarril General Belgrano. No presta servicios de pasajeros ni de cargas desde 1977. Sus vías e instalaciones están a cargo de la empresa estatal Trenes Argentinos Infraestructura.
La estación todavía se mantiene en pie.